# Tour Down Under 2023
La 23.ª edición del Tour Down Under (llamado oficialmente: Santos Tour Down Under) fue una carrera de ciclismo en ruta por etapas que se celebró entre el 17 y el 22 de enero de 2023 en Australia con inicio en la ciudad de Adelaida y final en el Monte Lofty sobre un recorrido de 679,4 km.
La carrera formó parte del UCI WorldTour 2023, calendario ciclístico de máximo nivel mundial, siendo la primera carrera de dicho circuito. El vencedor final fue el australiano Jay Vine del UAE Emirates, quien estuvo acompañado en el podio por el británico Simon Yates del Jayco AlUla y el español Pello Bilbao del Bahrain Victorious, segundo y tercer clasificado respectivamente.

## Equipos participantes
Tomaron parte en la carrera 20 equipos: 18 de categoría UCI WorldTeam, uno de categoría UCI ProTeam y la selección nacional de Australia. Formaron así un pelotón de 139 ciclistas de los que acabaron 121. Los equipos que participaron fueron los siguientes:
| WorldTeams (18)- AG2R Citroën Team - Alpecin-Deceuninck - Arkéa-Samsic - Astana Qazaqstan Team - Bahrain Victorious - Team Jayco AlUla - Bora-Hansgrohe - Cofidis - Team DSM - Groupama-FDJ - EF Education-EasyPost - Ineos Grenadiers - Intermarché-Circus-Wanty - Movistar Team - Jumbo-Visma - Soudal Quick-Step - Trek-Segafredo - UAE Team Emirates ProTeam- Israel-Premier Tech translation for headoftableIII_translate index 39 not found- UniSA-Australia |
| |

## Recorrido
El Tour Down Under dispuso de seis etapas para un recorrido total de 870,2 kilómetros, donde se contempló en las cinco primeras etapas algunas dificultades en varios puntos de la carrera.
| Etapa     | Fecha     | Recorrido                | type                    | Distancia (km) | Desnivel (m) | Ganador         | Líder           |
| --------- | --------- | ------------------------ | ----------------------- | -------------- | ------------ | --------------- | --------------- |
| Prólogo   | 17 de ene | Adelaida – Adelaida      | contrarreloj individual | 5,5            | 39 m         | Alberto Bettiol | Alberto Bettiol |
| 1.ª etapa | 18 de ene | Tanunda – Tanunda        | etapa escarpada         | 150,1          | 1715 m       | Phil Bauhaus    | Alberto Bettiol |
| 2.ª etapa | 19 de ene | Brighton – Victor Harbor | etapa escarpada         | 156            | 1803 m       | Rohan Dennis    | Rohan Dennis    |
| 3.ª etapa | 20 de ene | Norwood – Campbelltown   | etapa de media montaña  | 118,5          | 1831 m       | Pello Bilbao    | Jay Vine        |
| 4.ª etapa | 21 de ene | Port Willunga – Willunga | etapa escarpada         | 135,3          | 1103 m       | Bryan Coquard   | Jay Vine        |
| 5.ª etapa | 22 de ene | Unley – Monte Lofty      | etapa de media montaña  | 114            | 2224 m       | Simon Yates     | Jay Vine        |

## Desarrollo de la carrera

### Prólogo
| Adelaida - Adelaida | contrarreloj individual | (5,5 km) |

| \| Clasificación de la etapa \| Clasificación de la etapa \| Clasificación de la etapa \| Clasificación de la etapa \| Clasificación de la etapa \| \| Ciclista \| Ciclista \| Equipo \| Tiempo \| \| \| ------------------------- \| ------------------------- \| ------------------------- \| ------------------------- \| ------------------------- \| \| 1.º \| Alberto Bettiol \| EF Education-EasyPost \| 6 min 19 s \| \| \| 2.º \| Magnus Sheffield \| Ineos Grenadiers \| + 8 s \| \| \| 3.º \| Julius Johansen \| Intermarché-Circus-Wanty \| + 10 s \| \| \| 4.º \| Kaden Groves \| Alpecin-Deceuninck \| + 11 s \| \| \| 5.º \| Samuel Gaze \| Alpecin-Deceuninck \| + 11 s \| \| \| 6.º \| Hugo Page \| Intermarché-Circus-Wanty \| + 12 s \| \| \| 7.º \| Marius Mayrhofer \| Team DSM \| + 13 s \| \| \| 8.º \| Jannik Steimle \| Soudal Quick-Step \| + 13 s \| \| \| 9.º \| Jay Vine \| UAE Team Emirates \| + 14 s \| \| \| 10.º \| Michael Matthews \| Team Jayco AlUla \| + 14 s \| \| |                  |                          |            |
| |                  |                          |            |
| Fuente: ProCyclingStats |                  |                          |            |
| Clasificación de la etapa |                  |                          |            |
| Ciclista | Ciclista         | Equipo                   | Tiempo     |
| 1.º | Alberto Bettiol  | EF Education-EasyPost    | 6 min 19 s |
| 2.º | Magnus Sheffield | Ineos Grenadiers         | + 8 s      |
| 3.º | Julius Johansen  | Intermarché-Circus-Wanty | + 10 s     |
| 4.º | Kaden Groves     | Alpecin-Deceuninck       | + 11 s     |
| 5.º | Samuel Gaze      | Alpecin-Deceuninck       | + 11 s     |
| 6.º | Hugo Page        | Intermarché-Circus-Wanty | + 12 s     |
| 7.º | Marius Mayrhofer | Team DSM                 | + 13 s     |
| 8.º | Jannik Steimle   | Soudal Quick-Step        | + 13 s     |
| 9.º | Jay Vine         | UAE Team Emirates        | + 14 s     |
| 10.º | Michael Matthews | Team Jayco AlUla         | + 14 s     |

| \| Clasificación general \| Clasificación general \| Clasificación general \| Clasificación general \| Clasificación general \| \| Ciclista \| Ciclista \| Equipo \| Tiempo \| \| \| --------------------- \| --------------------- \| ------------------------ \| --------------------- \| --------------------- \| \| 1.º \| Alberto Bettiol \| EF Education-EasyPost \| 6 min 19 s \| \| \| 2.º \| Magnus Sheffield \| Ineos Grenadiers \| + 8 s \| \| \| 3.º \| Julius Johansen \| Intermarché-Circus-Wanty \| + 10 s \| \| \| 4.º \| Kaden Groves \| Alpecin-Deceuninck \| + 11 s \| \| \| 5.º \| Samuel Gaze \| Alpecin-Deceuninck \| + 11 s \| \| \| 6.º \| Hugo Page \| Intermarché-Circus-Wanty \| + 12 s \| \| \| 7.º \| Marius Mayrhofer \| Team DSM \| + 13 s \| \| \| 8.º \| Jannik Steimle \| Soudal Quick-Step \| + 13 s \| \| \| 9.º \| Jay Vine \| UAE Team Emirates \| + 14 s \| \| \| 10.º \| Michael Matthews \| Team Jayco AlUla \| + 14 s \| \| |                  |                          |            |
| |                  |                          |            |
| Fuente: ProCyclingStats |                  |                          |            |
| Clasificación general |                  |                          |            |
| Ciclista | Ciclista         | Equipo                   | Tiempo     |
| 1.º | Alberto Bettiol  | EF Education-EasyPost    | 6 min 19 s |
| 2.º | Magnus Sheffield | Ineos Grenadiers         | + 8 s      |
| 3.º | Julius Johansen  | Intermarché-Circus-Wanty | + 10 s     |
| 4.º | Kaden Groves     | Alpecin-Deceuninck       | + 11 s     |
| 5.º | Samuel Gaze      | Alpecin-Deceuninck       | + 11 s     |
| 6.º | Hugo Page        | Intermarché-Circus-Wanty | + 12 s     |
| 7.º | Marius Mayrhofer | Team DSM                 | + 13 s     |
| 8.º | Jannik Steimle   | Soudal Quick-Step        | + 13 s     |
| 9.º | Jay Vine         | UAE Team Emirates        | + 14 s     |
| 10.º | Michael Matthews | Team Jayco AlUla         | + 14 s     |

### 1.ª etapa
| Tanunda - Tanunda | etapa escarpada | (150,1 km) |

| \| Clasificación de la etapa \| Clasificación de la etapa \| Clasificación de la etapa \| Clasificación de la etapa \| Clasificación de la etapa \| \| Ciclista \| Ciclista \| Equipo \| Tiempo \| \| \| ------------------------- \| ------------------------- \| ------------------------- \| ------------------------- \| ------------------------- \| \| 1.º \| Phil Bauhaus \| Bahrain Victorious \| 3 h 37 min 35 s \| \| \| 2.º \| Caleb Ewan \| UniSA-Australia \| + 0 s \| \| \| 3.º \| Michael Matthews \| Team Jayco AlUla \| + 0 s \| \| \| 4.º \| Alessandro Covi \| UAE Team Emirates \| + 0 s \| \| \| 5.º \| Paul Penhoët \| Groupama-FDJ \| + 0 s \| \| \| 6.º \| Emīls Liepiņš \| Trek-Segafredo \| + 0 s \| \| \| 7.º \| Hugo Page \| Intermarché-Circus-Wanty \| + 0 s \| \| \| 8.º \| Hugo Hofstetter \| Arkéa-Samsic \| + 0 s \| \| \| 9.º \| Taj Jones \| Israel-Premier Tech \| + 0 s \| \| \| 10.º \| Gerben Thijssen \| Intermarché-Circus-Wanty \| + 0 s \| \| |                  |                          |                 |
| |                  |                          |                 |
| Fuente: ProCyclingStats |                  |                          |                 |
| Clasificación de la etapa |                  |                          |                 |
| Ciclista | Ciclista         | Equipo                   | Tiempo          |
| 1.º | Phil Bauhaus     | Bahrain Victorious       | 3 h 37 min 35 s |
| 2.º | Caleb Ewan       | UniSA-Australia          | + 0 s           |
| 3.º | Michael Matthews | Team Jayco AlUla         | + 0 s           |
| 4.º | Alessandro Covi  | UAE Team Emirates        | + 0 s           |
| 5.º | Paul Penhoët     | Groupama-FDJ             | + 0 s           |
| 6.º | Emīls Liepiņš    | Trek-Segafredo           | + 0 s           |
| 7.º | Hugo Page        | Intermarché-Circus-Wanty | + 0 s           |
| 8.º | Hugo Hofstetter  | Arkéa-Samsic             | + 0 s           |
| 9.º | Taj Jones        | Israel-Premier Tech      | + 0 s           |
| 10.º | Gerben Thijssen  | Intermarché-Circus-Wanty | + 0 s           |

| \| Clasificación general \| Clasificación general \| Clasificación general \| Clasificación general \| Clasificación general \| \| Ciclista \| Ciclista \| Equipo \| Tiempo \| \| \| --------------------- \| --------------------- \| ------------------------ \| --------------------- \| --------------------- \| \| 1.º \| Alberto Bettiol \| EF Education-EasyPost \| 3 h 43 min 54 s \| \| \| 2.º \| Michael Matthews \| Team Jayco AlUla \| + 6 s \| \| \| 3.º \| Magnus Sheffield \| Ineos Grenadiers \| + 8 s \| \| \| 4.º \| Julius Johansen \| Intermarché-Circus-Wanty \| + 10 s \| \| \| 5.º \| Kaden Groves \| Alpecin-Deceuninck \| + 11 s \| \| \| 6.º \| Samuel Gaze \| Alpecin-Deceuninck \| + 11 s \| \| \| 7.º \| Hugo Page \| Intermarché-Circus-Wanty \| + 12 s \| \| \| 8.º \| Marius Mayrhofer \| Team DSM \| + 13 s \| \| \| 9.º \| Corbin Strong \| Israel-Premier Tech \| + 13 s \| \| \| 10.º \| Jannik Steimle \| Soudal Quick-Step \| + 13 s \| \| |                  |                          |                 |
| |                  |                          |                 |
| Fuente: ProCyclingStats |                  |                          |                 |
| Clasificación general |                  |                          |                 |
| Ciclista | Ciclista         | Equipo                   | Tiempo          |
| 1.º | Alberto Bettiol  | EF Education-EasyPost    | 3 h 43 min 54 s |
| 2.º | Michael Matthews | Team Jayco AlUla         | + 6 s           |
| 3.º | Magnus Sheffield | Ineos Grenadiers         | + 8 s           |
| 4.º | Julius Johansen  | Intermarché-Circus-Wanty | + 10 s          |
| 5.º | Kaden Groves     | Alpecin-Deceuninck       | + 11 s          |
| 6.º | Samuel Gaze      | Alpecin-Deceuninck       | + 11 s          |
| 7.º | Hugo Page        | Intermarché-Circus-Wanty | + 12 s          |
| 8.º | Marius Mayrhofer | Team DSM                 | + 13 s          |
| 9.º | Corbin Strong    | Israel-Premier Tech      | + 13 s          |
| 10.º | Jannik Steimle   | Soudal Quick-Step        | + 13 s          |

### 2.ª etapa
| Brighton - Victor Harbor | etapa escarpada | (156 km) |

| \| Clasificación de la etapa \| Clasificación de la etapa \| Clasificación de la etapa \| Clasificación de la etapa \| Clasificación de la etapa \| \| Ciclista \| Ciclista \| Equipo \| Tiempo \| \| \| ------------------------- \| ------------------------- \| ------------------------- \| ------------------------- \| ------------------------- \| \| 1.º \| Rohan Dennis \| Jumbo-Visma \| 4 h 00 min 40 s \| \| \| 2.º \| Jay Vine \| UAE Team Emirates \| + 2 s \| \| \| 3.º \| Mauro Schmid \| Soudal Quick-Step \| + 2 s \| \| \| 4.º \| Simon Yates \| Team Jayco AlUla \| + 2 s \| \| \| 5.º \| Jai Hindley \| Bora-Hansgrohe \| + 5 s \| \| \| 6.º \| Caleb Ewan \| Lotto Dstny \| + 11 s \| \| \| 7.º \| Emīls Liepiņš \| Trek-Segafredo \| + 11 s \| \| \| 8.º \| Corbin Strong \| Israel-Premier Tech \| + 11 s \| \| \| 9.º \| Kaden Groves \| Alpecin-Deceuninck \| + 11 s \| \| \| 10.º \| Paul Penhoët \| Groupama-FDJ \| + 11 s \| \| |               |                     |                 |
| |               |                     |                 |
| Fuente: ProCyclingStats |               |                     |                 |
| Clasificación de la etapa |               |                     |                 |
| Ciclista | Ciclista      | Equipo              | Tiempo          |
| 1.º | Rohan Dennis  | Jumbo-Visma         | 4 h 00 min 40 s |
| 2.º | Jay Vine      | UAE Team Emirates   | + 2 s           |
| 3.º | Mauro Schmid  | Soudal Quick-Step   | + 2 s           |
| 4.º | Simon Yates   | Team Jayco AlUla    | + 2 s           |
| 5.º | Jai Hindley   | Bora-Hansgrohe      | + 5 s           |
| 6.º | Caleb Ewan    | Lotto Dstny         | + 11 s          |
| 7.º | Emīls Liepiņš | Trek-Segafredo      | + 11 s          |
| 8.º | Corbin Strong | Israel-Premier Tech | + 11 s          |
| 9.º | Kaden Groves  | Alpecin-Deceuninck  | + 11 s          |
| 10.º | Paul Penhoët  | Groupama-FDJ        | + 11 s          |

| \| Clasificación general \| Clasificación general \| Clasificación general \| Clasificación general \| Clasificación general \| \| Ciclista \| Ciclista \| Equipo \| Tiempo \| \| \| --------------------- \| --------------------- \| ------------------------ \| --------------------- \| --------------------- \| \| 1.º \| Rohan Dennis \| Jumbo-Visma \| 7 h 44 min 41 s \| \| \| 2.º \| Jay Vine \| UAE Team Emirates \| + 3 s \| \| \| 3.º \| Magnus Sheffield \| Ineos Grenadiers \| + 12 s \| \| \| 4.º \| Mauro Schmid \| Soudal Quick-Step \| + 13 s \| \| \| 5.º \| Corbin Strong \| Israel-Premier Tech \| + 14 s \| \| \| 6.º \| Hugo Page \| Intermarché-Circus-Wanty \| + 14 s \| \| \| 7.º \| Kaden Groves \| Alpecin-Deceuninck \| + 15 s \| \| \| 8.º \| Marius Mayrhofer \| Team DSM \| + 17 s \| \| \| 9.º \| Nikias Arndt \| Bahrain Victorious \| + 19 s \| \| \| 10.º \| Miles Scotson \| Groupama-FDJ \| + 20 s \| \| |                  |                          |                 |
| |                  |                          |                 |
| Fuente: ProCyclingStats |                  |                          |                 |
| Clasificación general |                  |                          |                 |
| Ciclista | Ciclista         | Equipo                   | Tiempo          |
| 1.º | Rohan Dennis     | Jumbo-Visma              | 7 h 44 min 41 s |
| 2.º | Jay Vine         | UAE Team Emirates        | + 3 s           |
| 3.º | Magnus Sheffield | Ineos Grenadiers         | + 12 s          |
| 4.º | Mauro Schmid     | Soudal Quick-Step        | + 13 s          |
| 5.º | Corbin Strong    | Israel-Premier Tech      | + 14 s          |
| 6.º | Hugo Page        | Intermarché-Circus-Wanty | + 14 s          |
| 7.º | Kaden Groves     | Alpecin-Deceuninck       | + 15 s          |
| 8.º | Marius Mayrhofer | Team DSM                 | + 17 s          |
| 9.º | Nikias Arndt     | Bahrain Victorious       | + 19 s          |
| 10.º | Miles Scotson    | Groupama-FDJ             | + 20 s          |

### 3.ª etapa
| Norwood - Campbelltown | etapa de media montaña | (118,5 km) |

| \| Clasificación de la etapa \| Clasificación de la etapa \| Clasificación de la etapa \| Clasificación de la etapa \| Clasificación de la etapa \| \| Ciclista \| Ciclista \| Equipo \| Tiempo \| \| \| ------------------------- \| ------------------------- \| ------------------------- \| ------------------------- \| ------------------------- \| \| 1.º \| Pello Bilbao \| Bahrain Victorious \| 2 h 48 min 10 s \| \| \| 2.º \| Simon Yates \| Team Jayco AlUla \| + 0 s \| \| \| 3.º \| Jay Vine \| UAE Team Emirates \| + 0 s \| \| \| 4.º \| Michael Matthews \| Team Jayco AlUla \| + 28 s \| \| \| 5.º \| Sven Erik Bystrøm \| Intermarché-Circus-Wanty \| + 28 s \| \| \| 6.º \| Natnael Tesfatsion \| Trek-Segafredo \| + 28 s \| \| \| 7.º \| Antonio Tiberi \| Trek-Segafredo \| + 28 s \| \| \| 8.º \| Milan Vader \| Jumbo-Visma \| + 28 s \| \| \| 9.º \| Ben O'Connor \| AG2R Citroën Team \| + 28 s \| \| \| 10.º \| Ethan Hayter \| Ineos Grenadiers \| + 28 s \| \| |                    |                          |                 |
| |                    |                          |                 |
| Fuente: ProCyclingStats |                    |                          |                 |
| Clasificación de la etapa |                    |                          |                 |
| Ciclista | Ciclista           | Equipo                   | Tiempo          |
| 1.º | Pello Bilbao       | Bahrain Victorious       | 2 h 48 min 10 s |
| 2.º | Simon Yates        | Team Jayco AlUla         | + 0 s           |
| 3.º | Jay Vine           | UAE Team Emirates        | + 0 s           |
| 4.º | Michael Matthews   | Team Jayco AlUla         | + 28 s          |
| 5.º | Sven Erik Bystrøm  | Intermarché-Circus-Wanty | + 28 s          |
| 6.º | Natnael Tesfatsion | Trek-Segafredo           | + 28 s          |
| 7.º | Antonio Tiberi     | Trek-Segafredo           | + 28 s          |
| 8.º | Milan Vader        | Jumbo-Visma              | + 28 s          |
| 9.º | Ben O'Connor       | AG2R Citroën Team        | + 28 s          |
| 10.º | Ethan Hayter       | Ineos Grenadiers         | + 28 s          |

| \| Clasificación general \| Clasificación general \| Clasificación general \| Clasificación general \| Clasificación general \| \| Ciclista \| Ciclista \| Equipo \| Tiempo \| \| \| --------------------- \| --------------------- \| ------------------------ \| --------------------- \| --------------------- \| \| 1.º \| Jay Vine \| UAE Team Emirates \| 10 h 32 min 50 s \| \| \| 2.º \| Pello Bilbao \| Bahrain Victorious \| + 15 s \| \| \| 3.º \| Simon Yates \| Team Jayco AlUla \| + 16 s \| \| \| 4.º \| Magnus Sheffield \| Ineos Grenadiers \| + 45 s \| \| \| 5.º \| Mauro Schmid \| Soudal Quick-Step \| + 46 s \| \| \| 6.º \| Ethan Hayter \| Ineos Grenadiers \| + 50 s \| \| \| 7.º \| Sven Erik Bystrøm \| Intermarché-Circus-Wanty \| + 54 s \| \| \| 8.º \| Antonio Tiberi \| Trek-Segafredo \| + 58 s \| \| \| 9.º \| Ben O'Connor \| AG2R Citroën Team \| + 1 min 00 s \| \| \| 10.º \| Gorka Izagirre \| Movistar Team \| + 1 min 01 s \| \| |                   |                          |                  |
| |                   |                          |                  |
| Fuente: ProCyclingStats |                   |                          |                  |
| Clasificación general |                   |                          |                  |
| Ciclista | Ciclista          | Equipo                   | Tiempo           |
| 1.º | Jay Vine          | UAE Team Emirates        | 10 h 32 min 50 s |
| 2.º | Pello Bilbao      | Bahrain Victorious       | + 15 s           |
| 3.º | Simon Yates       | Team Jayco AlUla         | + 16 s           |
| 4.º | Magnus Sheffield  | Ineos Grenadiers         | + 45 s           |
| 5.º | Mauro Schmid      | Soudal Quick-Step        | + 46 s           |
| 6.º | Ethan Hayter      | Ineos Grenadiers         | + 50 s           |
| 7.º | Sven Erik Bystrøm | Intermarché-Circus-Wanty | + 54 s           |
| 8.º | Antonio Tiberi    | Trek-Segafredo           | + 58 s           |
| 9.º | Ben O'Connor      | AG2R Citroën Team        | + 1 min 00 s     |
| 10.º | Gorka Izagirre    | Movistar Team            | + 1 min 01 s     |

### 4.ª etapa
| Port Willunga - Willunga | etapa escarpada | (135,3 km) |

| \| Clasificación de la etapa \| Clasificación de la etapa \| Clasificación de la etapa \| Clasificación de la etapa \| Clasificación de la etapa \| \| Ciclista \| Ciclista \| Equipo \| Tiempo \| \| \| ------------------------- \| ------------------------- \| ------------------------- \| ------------------------- \| ------------------------- \| \| 1.º \| Bryan Coquard \| Cofidis \| 2 h 53 min 41 s \| \| \| 2.º \| Alberto Bettiol \| EF Education-EasyPost \| + 0 s \| \| \| 3.º \| Hugo Page \| Intermarché-Circus-Wanty \| + 0 s \| \| \| 4.º \| Paul Penhoët \| Groupama-FDJ \| + 0 s \| \| \| 5.º \| Corbin Strong \| Israel-Premier Tech \| + 0 s \| \| \| 6.º \| Michael Matthews \| Team Jayco AlUla \| + 0 s \| \| \| 7.º \| Dorian Godon \| AG2R Citroën Team \| + 0 s \| \| \| 8.º \| Marius Mayrhofer \| Team DSM \| + 0 s \| \| \| 9.º \| Kim Heiduk \| Ineos Grenadiers \| + 0 s \| \| \| 10.º \| Caleb Ewan \| UniSA-Australia \| + 0 s \| \| |                  |                          |                 |
| |                  |                          |                 |
| Fuente: ProCyclingStats |                  |                          |                 |
| Clasificación de la etapa |                  |                          |                 |
| Ciclista | Ciclista         | Equipo                   | Tiempo          |
| 1.º | Bryan Coquard    | Cofidis                  | 2 h 53 min 41 s |
| 2.º | Alberto Bettiol  | EF Education-EasyPost    | + 0 s           |
| 3.º | Hugo Page        | Intermarché-Circus-Wanty | + 0 s           |
| 4.º | Paul Penhoët     | Groupama-FDJ             | + 0 s           |
| 5.º | Corbin Strong    | Israel-Premier Tech      | + 0 s           |
| 6.º | Michael Matthews | Team Jayco AlUla         | + 0 s           |
| 7.º | Dorian Godon     | AG2R Citroën Team        | + 0 s           |
| 8.º | Marius Mayrhofer | Team DSM                 | + 0 s           |
| 9.º | Kim Heiduk       | Ineos Grenadiers         | + 0 s           |
| 10.º | Caleb Ewan       | UniSA-Australia          | + 0 s           |

| \| Clasificación general \| Clasificación general \| Clasificación general \| Clasificación general \| Clasificación general \| \| Ciclista \| Ciclista \| Equipo \| Tiempo \| \| \| --------------------- \| --------------------- \| ------------------------ \| --------------------- \| --------------------- \| \| 1.º \| Jay Vine \| UAE Team Emirates \| + 13 h 26 min 31 s \| \| \| 2.º \| Simon Yates \| Team Jayco AlUla \| + 15 s \| \| \| 3.º \| Pello Bilbao \| Bahrain Victorious \| + 15 s \| \| \| 4.º \| Magnus Sheffield \| Ineos Grenadiers \| + 45 s \| \| \| 5.º \| Mauro Schmid \| Soudal Quick-Step \| + 46 s \| \| \| 6.º \| Ethan Hayter \| Ineos Grenadiers \| + 50 s \| \| \| 7.º \| Sven Erik Bystrøm \| Intermarché-Circus-Wanty \| + 54 s \| \| \| 8.º \| Hugo Page \| Intermarché-Circus-Wanty \| + 56 s \| \| \| 9.º \| Antonio Tiberi \| Trek-Segafredo \| + 58 s \| \| \| 10.º \| Ben O'Connor \| AG2R Citroën Team \| + 1 min 00 s \| \| |                   |                          |                    |
| |                   |                          |                    |
| Fuente: ProCyclingStats |                   |                          |                    |
| Clasificación general |                   |                          |                    |
| Ciclista | Ciclista          | Equipo                   | Tiempo             |
| 1.º | Jay Vine          | UAE Team Emirates        | + 13 h 26 min 31 s |
| 2.º | Simon Yates       | Team Jayco AlUla         | + 15 s             |
| 3.º | Pello Bilbao      | Bahrain Victorious       | + 15 s             |
| 4.º | Magnus Sheffield  | Ineos Grenadiers         | + 45 s             |
| 5.º | Mauro Schmid      | Soudal Quick-Step        | + 46 s             |
| 6.º | Ethan Hayter      | Ineos Grenadiers         | + 50 s             |
| 7.º | Sven Erik Bystrøm | Intermarché-Circus-Wanty | + 54 s             |
| 8.º | Hugo Page         | Intermarché-Circus-Wanty | + 56 s             |
| 9.º | Antonio Tiberi    | Trek-Segafredo           | + 58 s             |
| 10.º | Ben O'Connor      | AG2R Citroën Team        | + 1 min 00 s       |

### 5.ª etapa
| Unley - Monte Lofty | etapa de media montaña | (114 km) |

| \| Clasificación de la etapa \| Clasificación de la etapa \| Clasificación de la etapa \| Clasificación de la etapa \| Clasificación de la etapa \| \| Ciclista \| Ciclista \| Equipo \| Tiempo \| \| \| ------------------------- \| ------------------------- \| ------------------------- \| ------------------------- \| ------------------------- \| \| 1.º \| Simon Yates \| Team Jayco AlUla \| 2 h 41 min 16 s \| \| \| 2.º \| Jay Vine \| UAE Team Emirates \| + 0 s \| \| \| 3.º \| Ben O'Connor \| AG2R Citroën Team \| + 2 s \| \| \| 4.º \| Antonio Tiberi \| Trek-Segafredo \| + 3 s \| \| \| 5.º \| Sven Erik Bystrøm \| Intermarché-Circus-Wanty \| + 6 s \| \| \| 6.º \| Jai Hindley \| Bora-Hansgrohe \| + 6 s \| \| \| 7.º \| Pello Bilbao \| Bahrain Victorious \| + 6 s \| \| \| 8.º \| Giovanni Aleotti \| Bora-Hansgrohe \| + 6 s \| \| \| 9.º \| Magnus Sheffield \| Ineos Grenadiers \| + 6 s \| \| \| 10.º \| Mauro Schmid \| Soudal Quick-Step \| + 6 s \| \| |                   |                          |                 |
| |                   |                          |                 |
| Fuente: ProCyclingStats |                   |                          |                 |
| Clasificación de la etapa |                   |                          |                 |
| Ciclista | Ciclista          | Equipo                   | Tiempo          |
| 1.º | Simon Yates       | Team Jayco AlUla         | 2 h 41 min 16 s |
| 2.º | Jay Vine          | UAE Team Emirates        | + 0 s           |
| 3.º | Ben O'Connor      | AG2R Citroën Team        | + 2 s           |
| 4.º | Antonio Tiberi    | Trek-Segafredo           | + 3 s           |
| 5.º | Sven Erik Bystrøm | Intermarché-Circus-Wanty | + 6 s           |
| 6.º | Jai Hindley       | Bora-Hansgrohe           | + 6 s           |
| 7.º | Pello Bilbao      | Bahrain Victorious       | + 6 s           |
| 8.º | Giovanni Aleotti  | Bora-Hansgrohe           | + 6 s           |
| 9.º | Magnus Sheffield  | Ineos Grenadiers         | + 6 s           |
| 10.º | Mauro Schmid      | Soudal Quick-Step        | + 6 s           |

## Clasificaciones finales
- Las clasificaciones finalizaron de la siguiente forma:[3]

### Clasificación general
| \| Clasificación general \| Clasificación general \| Clasificación general \| Clasificación general \| Clasificación general \| \| Ciclista \| Ciclista \| Equipo \| Tiempo \| \| \| --------------------- \| --------------------- \| ------------------------ \| --------------------- \| --------------------- \| \| 1.º \| Jay Vine \| UAE Team Emirates \| 16 h 07 min 41 s \| \| \| 2.º \| Simon Yates \| Team Jayco AlUla \| + 11 s \| \| \| 3.º \| Pello Bilbao \| Bahrain Victorious \| + 27 s \| \| \| 4.º \| Magnus Sheffield \| Ineos Grenadiers \| + 57 s \| \| \| 5.º \| Mauro Schmid \| Soudal Quick-Step \| + 58 s \| \| \| 6.º \| Ben O'Connor \| AG2R Citroën Team \| + 1 min 04 s \| \| \| 7.º \| Sven Erik Bystrøm \| Intermarché-Circus-Wanty \| + 1 min 06 s \| \| \| 8.º \| Antonio Tiberi \| Trek-Segafredo \| + 1 min 07 s \| \| \| 9.º \| Gorka Izagirre \| Movistar Team \| + 1 min 13 s \| \| \| 10.º \| Bryan Coquard \| Cofidis \| + 1 min 13 s \| \| \| 11.º \| Marc Hirschi \| UAE Team Emirates \| + 1 min 13 s \| \| \| 12.º \| Rudy Molard \| Groupama-FDJ \| + 1 min 16 s \| \| \| 13.º \| Sebastian Berwick \| Israel-Premier Tech \| + 1 min 17 s \| \| \| 14.º \| Natnael Tesfatsion \| Trek-Segafredo \| + 1 min 18 s \| \| \| 15.º \| George Bennett \| UAE Team Emirates \| + 1 min 20 s \| \| \| 16.º \| Jai Hindley \| Bora-Hansgrohe \| + 1 min 23 s \| \| \| 17.º \| Giovanni Aleotti \| Bora-Hansgrohe \| + 1 min 44 s \| \| \| 18.º \| Ethan Hayter \| Ineos Grenadiers \| + 1 min 45 s \| \| \| 19.º \| Hugo Page \| Intermarché-Circus-Wanty \| + 1 min 51 s \| \| \| 20.º \| Élie Gesbert \| Arkéa-Samsic \| + 2 min 14 s \| \| |                    |                          |                  |
| |                    |                          |                  |
| Fuente: ProCyclingStats |                    |                          |                  |
| Clasificación general |                    |                          |                  |
| Ciclista | Ciclista           | Equipo                   | Tiempo           |
| 1.º | Jay Vine           | UAE Team Emirates        | 16 h 07 min 41 s |
| 2.º | Simon Yates        | Team Jayco AlUla         | + 11 s           |
| 3.º | Pello Bilbao       | Bahrain Victorious       | + 27 s           |
| 4.º | Magnus Sheffield   | Ineos Grenadiers         | + 57 s           |
| 5.º | Mauro Schmid       | Soudal Quick-Step        | + 58 s           |
| 6.º | Ben O'Connor       | AG2R Citroën Team        | + 1 min 04 s     |
| 7.º | Sven Erik Bystrøm  | Intermarché-Circus-Wanty | + 1 min 06 s     |
| 8.º | Antonio Tiberi     | Trek-Segafredo           | + 1 min 07 s     |
| 9.º | Gorka Izagirre     | Movistar Team            | + 1 min 13 s     |
| 10.º | Bryan Coquard      | Cofidis                  | + 1 min 13 s     |
| 11.º | Marc Hirschi       | UAE Team Emirates        | + 1 min 13 s     |
| 12.º | Rudy Molard        | Groupama-FDJ             | + 1 min 16 s     |
| 13.º | Sebastian Berwick  | Israel-Premier Tech      | + 1 min 17 s     |
| 14.º | Natnael Tesfatsion | Trek-Segafredo           | + 1 min 18 s     |
| 15.º | George Bennett     | UAE Team Emirates        | + 1 min 20 s     |
| 16.º | Jai Hindley        | Bora-Hansgrohe           | + 1 min 23 s     |
| 17.º | Giovanni Aleotti   | Bora-Hansgrohe           | + 1 min 44 s     |
| 18.º | Ethan Hayter       | Ineos Grenadiers         | + 1 min 45 s     |
| 19.º | Hugo Page          | Intermarché-Circus-Wanty | + 1 min 51 s     |
| 20.º | Élie Gesbert       | Arkéa-Samsic             | + 2 min 14 s     |

### Clasificación por puntos
| Clasificación por puntos | Clasificación por puntos | Clasificación por puntos | Clasificación por puntos | Clasificación por puntos |
| Ciclista                 | Ciclista                 | Equipo                   | Puntos                   |                          |
| ------------------------ | ------------------------ | ------------------------ | ------------------------ | ------------------------ |
| 1.º                      | Michael Matthews         | Team Jayco AlUla         | 61 pts                   |                          |
| 2.º                      | Simon Yates              | Team Jayco AlUla         | 57 pts                   |                          |
| 3.º                      | Jay Vine                 | UAE Team Emirates        | 57 pts                   |                          |
| 4.º                      | Caleb Ewan               | Lotto Dstny              | 47 pts                   |                          |
| 5.º                      | Paul Penhoët             | Groupama-FDJ             | 43 pts                   |                          |
| 6.º                      | Hugo Page                | Intermarché-Circus-Wanty | 40 pts                   |                          |
| 7.º                      | Bryan Coquard            | Cofidis                  | 37 pts                   |                          |
| 8.º                      | Corbin Strong            | Israel-Premier Tech      | 34 pts                   |                          |
| 9.º                      | Rohan Dennis             | Jumbo-Visma              | 30 pts                   |                          |
| 10.º                     | Phil Bauhaus             | Bahrain Victorious       | 30 pts                   |                          |

### Clasificación de la montaña
| Clasificación de la montaña | Clasificación de la montaña | Clasificación de la montaña | Clasificación de la montaña | Clasificación de la montaña |
| Ciclista                    | Ciclista                    | Equipo                      | Puntos                      |                             |
| --------------------------- | --------------------------- | --------------------------- | --------------------------- | --------------------------- |
| 1.º                         | Mikkel Honoré               | EF Education-EasyPost       | 21 pts                      |                             |
| 2.º                         | Jay Vine                    | UAE Team Emirates           | 20 pts                      |                             |
| 3.º                         | Simon Yates                 | Team Jayco AlUla            | 18 pts                      |                             |
| 4.º                         | Fabio Felline               | Astana Qazaqstan Team       | 11 pts                      |                             |
| 5.º                         | Kim Heiduk                  | Ineos Grenadiers            | 10 pts                      |                             |
| 6.º                         | Johan Jacobs                | Movistar Team               | 10 pts                      |                             |
| 7.º                         | Lucas Plapp                 | Ineos Grenadiers            | 10 pts                      |                             |
| 8.º                         | Alessandro Covi             | UAE Team Emirates           | 8 pts                       |                             |
| 9.º                         | Matthew Dinham              | Team DSM                    | 8 pts                       |                             |
| 10.º                        | Dmitriy Gruzdev             | Astana Qazaqstan Team       | 7 pts                       |                             |

### Clasificación de los jóvenes
| Clasificación del mejor joven | Clasificación del mejor joven | Clasificación del mejor joven | Clasificación del mejor joven | Clasificación del mejor joven |
| Ciclista                      | Ciclista                      | Equipo                        | Tiempo                        |                               |
| ----------------------------- | ----------------------------- | ----------------------------- | ----------------------------- | ----------------------------- |
| 1.º                           | Magnus Sheffield              | Ineos Grenadiers              | 16 h 08 min 38 s              |                               |
| 2.º                           | Antonio Tiberi                | Trek-Segafredo                | + 10 s                        |                               |
| 3.º                           | Hugo Page                     | Intermarché-Circus-Wanty      | + 54 s                        |                               |
| 4.º                           | Reuben Thompson               | Groupama-FDJ                  | + 1 min 32 s                  |                               |
| 5.º                           | Alex Baudin                   | AG2R Citroën Team             | + 1 min 54 s                  |                               |
| 6.º                           | Paul Penhoët                  | Groupama-FDJ                  | + 3 min 24 s                  |                               |
| 7.º                           | Iván Romeo                    | Movistar Team                 | + 6 min 55 s                  |                               |
| 8.º                           | Leo Hayter                    | Ineos Grenadiers              | + 10 min 14 s                 |                               |
| 9.º                           | Alessandro Verre              | Arkéa-Samsic                  | + 18 min 59 s                 |                               |
| 10.º                          | Finn Fisher-Black             | UAE Team Emirates             | + 24 min 25 s                 |                               |

### Clasificación por equipos
| Clasificación por equipos | Clasificación por equipos | Clasificación por equipos | Clasificación por equipos |
| Equipo                    | Equipo                    | Tiempo                    |                           |
| ------------------------- | ------------------------- | ------------------------- | ------------------------- |
| 1.º                       | UAE Team Emirates         | 48 h 25 min 34 s          |                           |
| 2.º                       | Trek-Segafredo            | + 1 min 24 s              |                           |
| 3.º                       | Groupama-FDJ              | + 1 min 41 s              |                           |
| 4.º                       | AG2R Citroën Team         | + 3 min 09 s              |                           |
| 5.º                       | Soudal Quick-Step         | + 5 min 02 s              |                           |

## Evolución de las clasificaciones
| Etapa                   |                         | Ganador _       | Clasificación general | Puntos           | Montaña       | Jóvenes          | Equipo _                 |
| ----------------------- | ----------------------- | --------------- | --------------------- | ---------------- | ------------- | ---------------- | ------------------------ |
| Prólogo                 | contrarreloj individual | Alberto Bettiol | Alberto Bettiol       | no otorgado      | no otorgado   | Magnus Sheffield | Alpecin-Deceuninck       |
| 1.ª etapa               | etapa escarpada         | Phil Bauhaus    | Alberto Bettiol       | Phil Bauhaus     | Lucas Plapp   | Magnus Sheffield | Intermarché-Circus-Wanty |
| 2.ª etapa               | etapa escarpada         | Rohan Dennis    | Rohan Dennis          | Caleb Ewan       | Jay Vine      | Magnus Sheffield | Alpecin-Deceuninck       |
| 3.ª etapa               | etapa de media montaña  | Pello Bilbao    | Jay Vine              | Michael Matthews | Jay Vine      | Magnus Sheffield | UAE Team Emirates        |
| 4.ª etapa               | etapa escarpada         | Bryan Coquard   | Jay Vine              | Michael Matthews | Mikkel Honoré | Magnus Sheffield | UAE Team Emirates        |
| 5.ª etapa               | etapa de media montaña  | Simon Yates     | Jay Vine              | Michael Matthews | Mikkel Honoré | Magnus Sheffield | UAE Team Emirates        |
| Clasificaciones finales | Clasificaciones finales |                 | Jay Vine              | Michael Matthews | Mikkel Honoré | Magnus Sheffield | UAE Team Emirates        |

## Ciclistas participantes y posiciones finales
Convenciones:
- AB-N: Abandono en la etapa "N"
- FLT-N: Retiro por llegada fuera del límite de tiempo en la etapa "N"
- NTS-N: No tomó la salida para la etapa "N"
- DES-N: Descalificado o expulsado en la etapa "N"

## UCI World Ranking
El Tour Down Under otorgó puntos para el UCI World Ranking para corredores de los equipos en las categorías UCI WorldTeam, UCI ProTeam y Continental. Las siguientes tablas son el baremo de puntuación y los diez corredores que obtuvieron más puntos:
| Posición              | 1.º | 2.º | 3.º | 4.º | 5.º | 6.º | 7.º | 8.º | 9.º | 10.º | 11.º | 12.º | 13.º | 14.º | 15.º | 16.º-20.º | 21.º-30.º | 31.º-50.º | 51.º-55.º | 56.º-60.º |
| Clasificación general | 500 | 400 | 325 | 275 | 225 | 175 | 150 | 125 | 100 | 85   | 70   | 60   | 50   | 40   | 35   | 30        | 20        | 10        | 5         | 3         |
| Por etapa             | 60  | 40  | 30  | 25  | 20  | 15  | 10  | 8   | 5   | 2    |      |      |      |      |      |           |           |           |           |           |
| Líder                 | 10  |     |     |     |     |     |     |     |     |      |      |      |      |      |      |           |           |           |           |           |

| Clasificación |                   |                          |         |       |       |       |
| Posición      | Ciclista          | Equipo                   | General | Etapa | Líder | Total |
| ------------- | ----------------- | ------------------------ | ------- | ----- | ----- | ----- |
| 1.º           | Jay Vine          | UAE Emirates             | 500     | 115   | 20    | 635   |
| 2.º           | Simon Yates       | Jayco AlUla              | 400     | 125   | -     | 525   |
| 3.º           | Pello Bilbao      | Bahrain Victorious       | 325     | 70    | -     | 395   |
| 4.º           | Magnus Sheffield  | INEOS Grenadiers         | 275     | 45    | -     | 320   |
| 5.º           | Mauro Schmid      | Soudal Quick-Step        | 225     | 32    | -     | 257   |
| 6.º           | Ben O'Connor      | AG2R Citroën             | 175     | 35    | -     | 210   |
| 7.º           | Sven Erik Bystrøm | Intermarché-Circus-Wanty | 150     | 40    | -     | 190   |
| 8.º           | Antonio Tiberi    | Trek-Segafredo           | 125     | 35    | -     | 160   |
| 9.º           | Bryan Coquard     | Cofidis                  | 85      | 60    | -     | 145   |
| 10.º          | Alberto Bettiol   | EF Education-EasyPost    | 10      | 100   | 20    | 130   |